# باشتایم
باشتایم (به آلمانی: Bechtheim) یک شهر در آلمان است که در آلزی-ورمز واقع شده‌است. باشتایم ۱٬۸۶۶ نفر جمعیت دارد.